# 富基瓦里納 (北卡羅來納州)
富基瓦里納（英語：Fuquay-Varina）是美國北卡羅萊納州韋克縣的一座城市，位於霍利斯普林斯南邊，是北卡羅萊納州首府洛里鄰近的郊區之一。依據2020年美國人口普查人口有34,152人。

## 外部來源
- Town of Fuquay-Varina official website （页面存档备份，存于）